# Marcus Fulvius Flaccus (consul in 125 v.Chr.)
Marcus Fulvius Flaccus (Romeinse naam: M. Fulvius M. f. Flaccus) was een Romeins senator, consul in 125 v.Chr. en een medestander van de Gracchi.
Hij werd opgenomen in de commissie die was belast met het doorvoeren van de agrarische hervorming in 130 v.Chr. en stelde, als een oplossing voor het probleem van de landverdeling onder de met Rome geallieerde steden, voor het Romeinse burgerrecht te verlenen aan de burgers van de bondgenoten. Dit voorstel zou nog vele jaren voor onrust zorgen in de Romeinse politiek.
Als consul in 125 v.Chr. werd hij door de senaat uitgezonden om Massilia (het huidige Marseille) te helpen tegen de plunderende Salluvii. Hij zou de eerste Romein zijn om de over de Alpen wonende Liguriërs in de strijd te overwinnen en keerde in 123 v.Chr. terug om een triomftocht te kunnen houden.
In 122 v.Chr. werd hij tot tribunus plebis gekozen om Gaius Sempronius Gracchus te helpen in het uitvoeren van een verbeterde versie van zijn beleid in verband met Romeins burgerrecht voor de Italici, waarmee hij de enige oud-consul was die tribunus plebis werd. Hij zou dat jaar ook nog de Colonia Iunonia op de ruïnes van Carthago stichten.
Toen hij en Gaius Gracchus er niet in slaagden te worden herkozen in 121 v.Chr., leidde Flaccus een massaprotest op de Aventijn, maar consul Lucius Opimius onderdrukte dit hardhandig, en doodde onder anderen Gracchus en Flaccus.
Plutarchus omschrijft hem als een geboren agitator. Cicero noemt Flaccus een middelmatig redenaar en voegt eraan toe dat zijn geschriften eerder die van een literator dan van een redenaar waren.
Zijn vrouw is onbekend, maar hij had een zoon Marcus Fulvius Flaccus Bambalio genaamd. Bambalio huwde met Sempronia Gracchae, de dochter van Gaius Gracchus. Hun huwelijk bracht een dochter voort, Fulvia Flacca Bambula genaamd, die het enig kleinkind van Flaccus was.

## Voetnoten
1. ↑  Appianus, Bell. Civ. I 18.
2. ↑  Livius, Periochae 60.
3. ↑  in OCD³ (1996), p. 614.
4. ↑  Plutarchus, Gaius Gracchus 10.
5. ↑  Cicero, Brutus 108.

## Referentie
- J. Hazel, art. Flaccus (4), Aulus Atilius, in J. Hazel, Who's Who in the Roman World, Londen - New York, 2001, p. 110.